# 小笠原記念館
小笠原記念館（おがさわらきねんかん）は佐賀県唐津市にある博物館。老朽化のため2023年（令和5年）12月27日で閉館となる。

## 歴史
旧小笠原藩の有志の寄付により、1956年（昭和31年）に小笠原家の菩提寺である近松寺の西北隅に開館した。設計は今井兼次、施工は竹中工務店による鉄筋コンクリートの建物である。
1967年（昭和42年）に唐津市に移管され、唐津城管理事務所の分館として再発足し、近松寺と管理委託契約が結ばれた。
老朽化のため2023年（令和5年）12月27日で閉館し、2024年度中に解体されることになっている。